# Speos des Haremhab

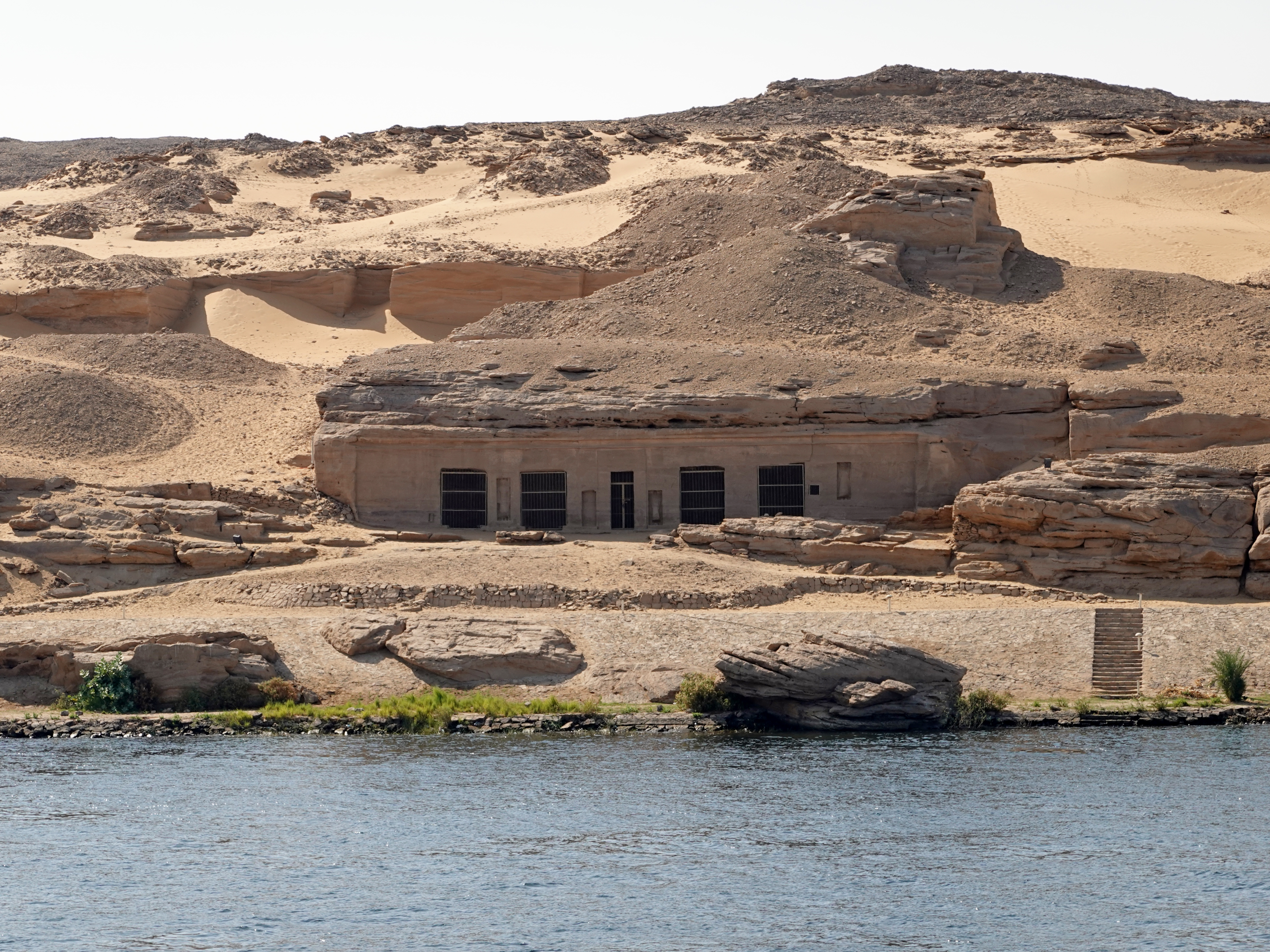
Speos des Haremhab am Westufer des Nils

Als Speos des Haremhab wird ein Felsentempel bezeichnet, der sich am Westufer des Nils in Oberägypten befindet. Er wurde um 1300 v. Chr. unter Haremhab, dem letzten König (Pharao) der 18. Dynastie, bei den Steinbrüchen von Dschabal as-Silsila errichtet, jedoch nicht fertiggestellt, und von nachfolgenden Königen und Beamten mit Reliefs und Inschriften versehen. Das Gebäude besteht aus fünf Durchgängen mit einer langen Vorhalle in Nord-Süd-Ausrichtung und einem sich westlich anschließenden Heiligtum (Sanktuar).
Zum Unterschied dazu befindet sich das erste Grab des späteren Königs Haremhabs in Sakkara.

## Lage
Der Speos des Haremhab befindet sich im ägyptischen Gouvernement Assuan, etwa 18 Kilometer nördlich von Kom Ombo und 35 Kilometer südlich von Edfu. Er liegt am westlichen Flussufer des Nils zwischen den Orten Nagaa El-Hamam im Norden und Faris im Süden. Der Fluss bildet bei Dschebel es-Silsileh eine Engstelle, die der Nil auf seinem Lauf nach Norden durch die Sandsteinhügelkette gebrochen hat. Der hier im Altertum gebrochene Sandstein des Steinbruchs konnte direkt nach dem Abbau auf Schiffe verladen und nach Karnak, Luxor, Kom Ombo, Esna, Edfu, Dendera und vielen anderen Orten gebracht werden, um die Sandsteinblöcke als Baumaterial zu verwenden. Die westliche Landstraße von Edfu nach Assuan entfernt sich nördlich des Speos des Haremhab vom Nilufer und umgeht den Bereich von Dschebel es-Silsile durch die Libysche Wüste. Vor dem Felsentempel befindet sich eine Anlegestelle mit zwei Treppen für Boote und kleinere Nilschiffe. Südlich des Speos sind einige Felsstelen und -kapellen am Westufer des Nils aneinandergereiht.

## Beschreibung

### Struktur und Fassade

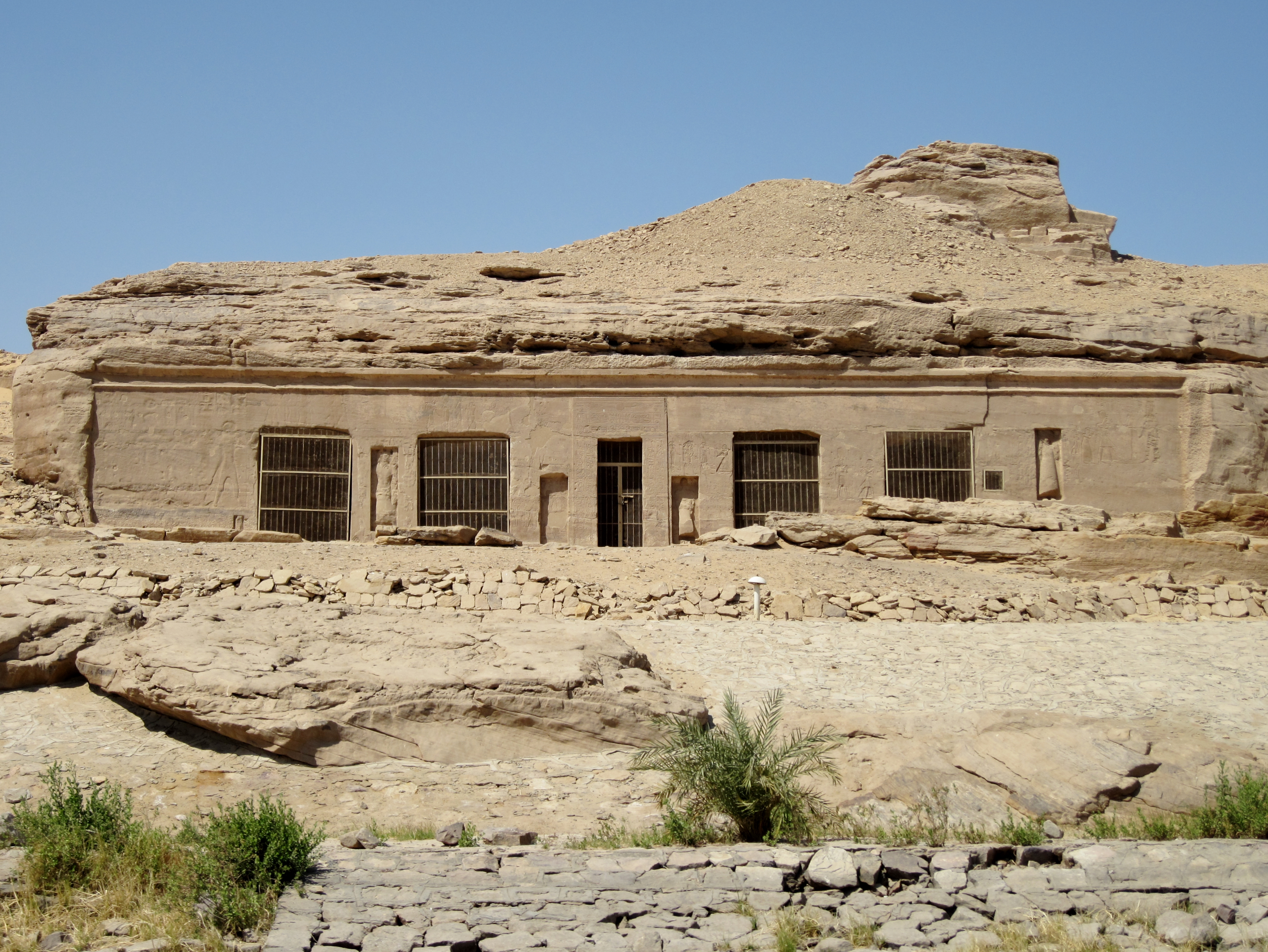
Tempelfassade

Die aus dem natürlichen Felsen geschlagene Tempelfassade des Speos des Haremhab 40 Meter westlich des Flussufers besitzt einen schmalen mittleren und je zwei breitere seitliche Zugänge zum Innenraum. Die an der Fassade angebrachten Reliefs sind stark verwittert. Gleiches trifft auf die vier Figurennischen zu, die sich neben dem zentralen Zugang, zwischen den beiden südlichen Zugängen und an der nördlichen Wand befinden. Farben haben sich nicht erhalten. Den oberen Abschluss der Fassade bildet ein Traufgesims über die gesamte Fläche. Die fünf Tempelzugänge sind heute mit Gittertüren versehen.

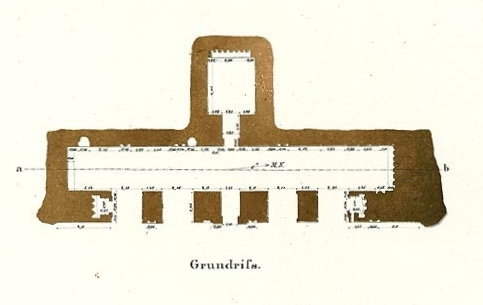
Grundriss des Tempels

Der unter Richard Lepsius während der preußischen Expedition nach Ägypten angefertigte Grundriss des Tempels zeigt die vier Pfeiler, die die Zugänge voneinander trennen, die dahinter befindliche lange Vor- oder Querhalle, die auch als Galerie bezeichnet wird, und den Zugang sowie den länglichen Raum des Sanktuars, des Allerheiligsten. Hier wurden die Götter Amun-Re, Mut, Chons, Taweret, Sobek, Thot und der vergöttlichte König Haremhab verehrt. In den äußeren Tempelzugängen sind zwei kleine Kapellen aus dem Felsen geschlagen, im Norden die des Wesirs und Bürgermeisters von Theben Paser aus der Zeit König Ramses’ II., im Süden des Wesirs Panehesi aus der Zeit König Merenptahs.

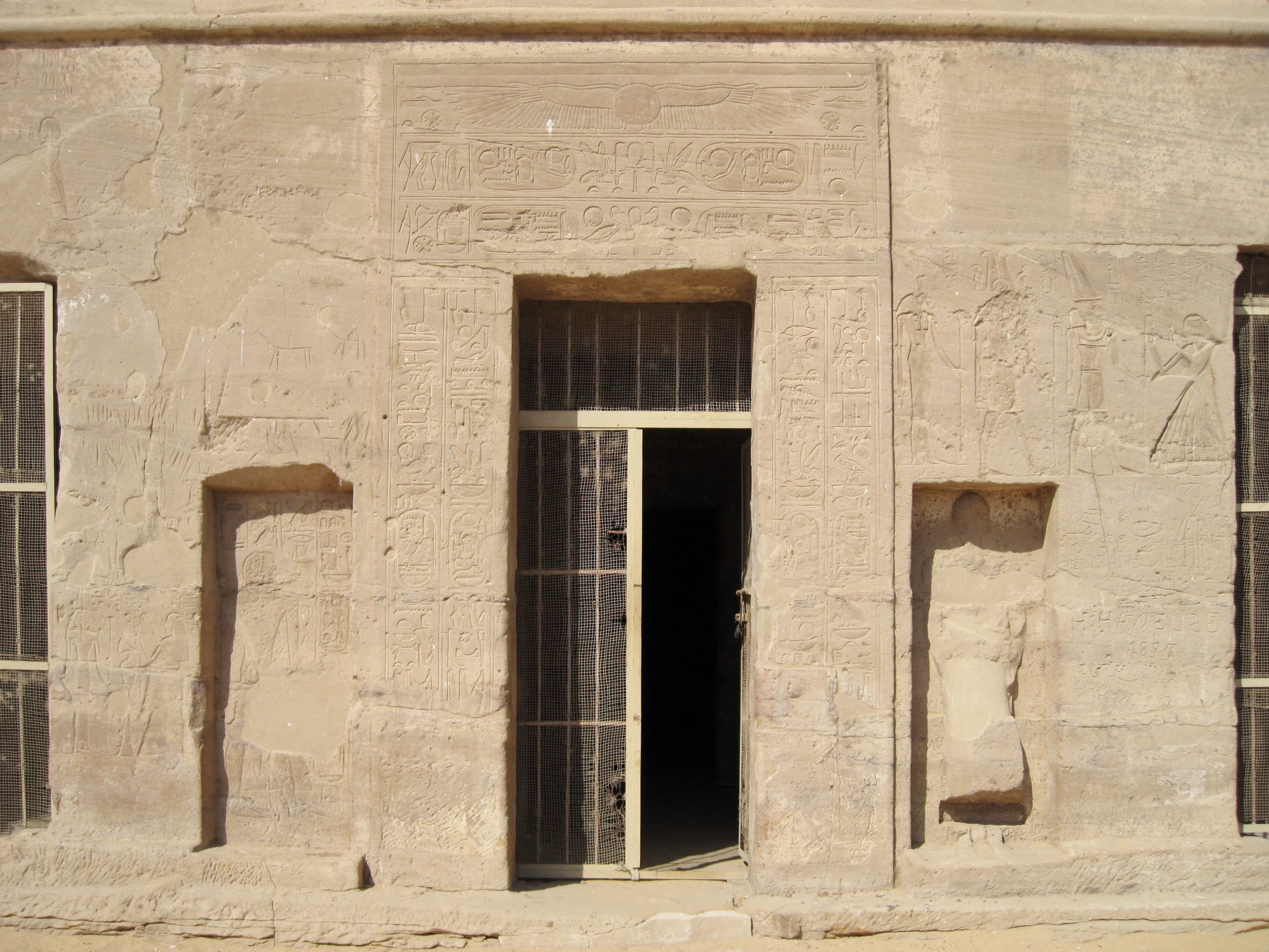
Zentraler Tempelzugang

Der schmale zentrale Eingang an der Ostseite des Tempels ist von Hieroglyphen eingefasst, die über dem Türsturz unter einer geflügelten Sonne und an den Seiten je zwei Kolumnen bilden. Darin befinden sich mehrfach die Kartuschen des Königs Haremhab mit seinem Thronnamen Djeser-cheperu-Re-setep-en-Re (‚Heilig sind die Erscheinungen des Re, auserwählt von Re‘) und seinem Eigennamen Hor-em-heb-meri-en-Amun (‚Horus im Fest, geliebt von Amun‘). Die Inschriften an den Seiten geben die Titel des Königs wieder. Neben den beiden linken Kolumnen ist in einer Nische Prinz Chaemwese, der Sohn Ramses’ II., als Sem-Priester dargestellt. Eine Inschrift berichtet über das erste Sedfest seines Vaters in dessen 30. Regierungsjahr. Die Nische rechts des zentralen Zugangs enthält die halbplastische Statue eines hohen Beamten. Das Relief darüber zeigt Pairi, den Schatzhausvorsteher Ramses’ III., vor den Göttern Amun-Re, Sobek und Bastet.

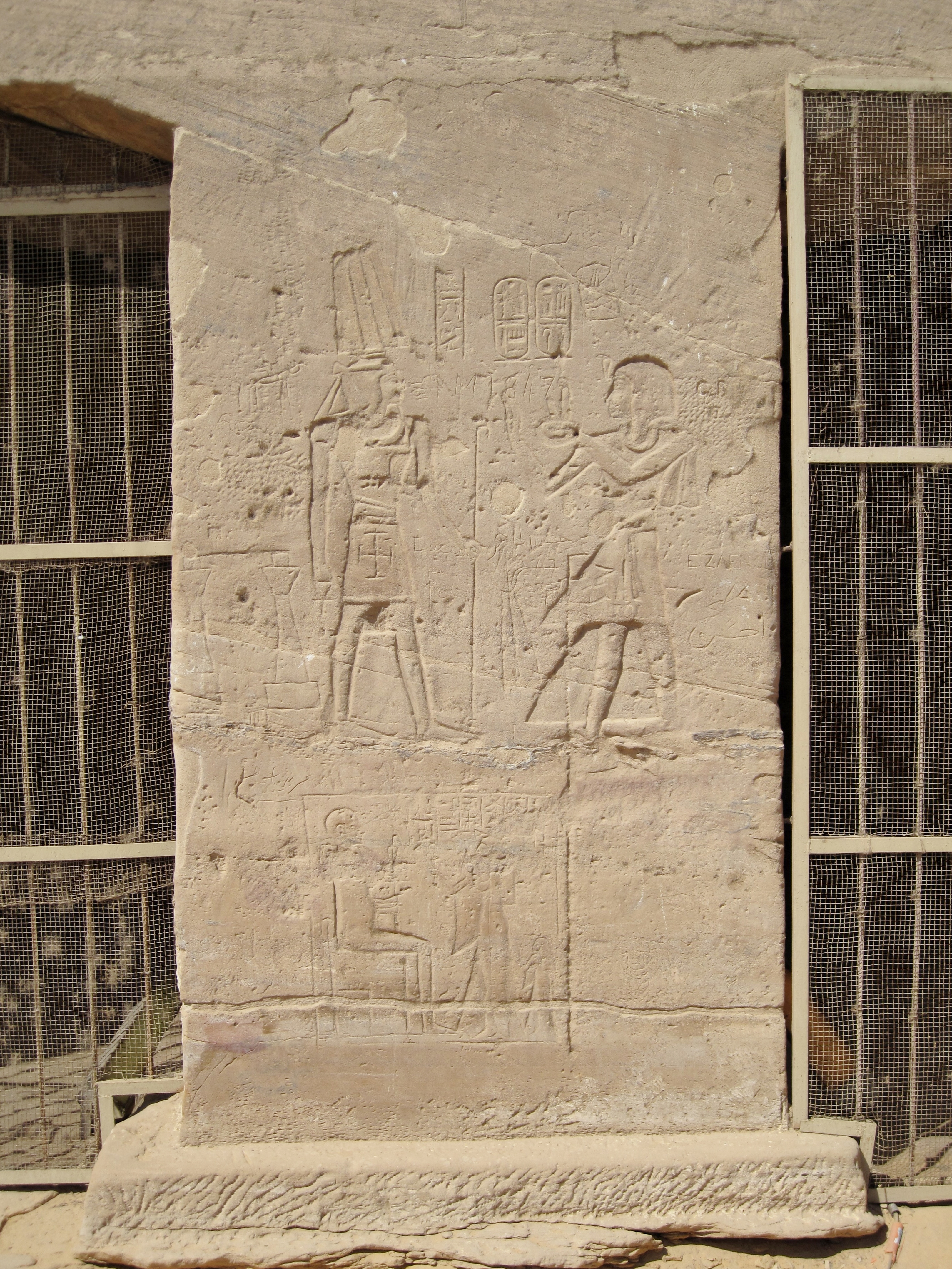
Reliefs zwischen den nördlichen Zugängen

Zwischen den beiden nördlichen Tempelzugängen finden sich zwei unterschiedlich große Reliefszenen untereinander. Oben opfert König Ramses III. die Maat dem Gaugott Anhor-Schu des altägyptischen Gaus Ta-seti (Assuan). Darunter befindet sich das kleinere Relief einer mit einem langen Gewand bekleideten weiblichen Person, möglicherweise einer Königin, die stehend ein Opfer für den auf einem Thron sitzenden Gott Ptah darbringt. Hinter ihr steht eine weitere weibliche Figur in kleinerem Format.

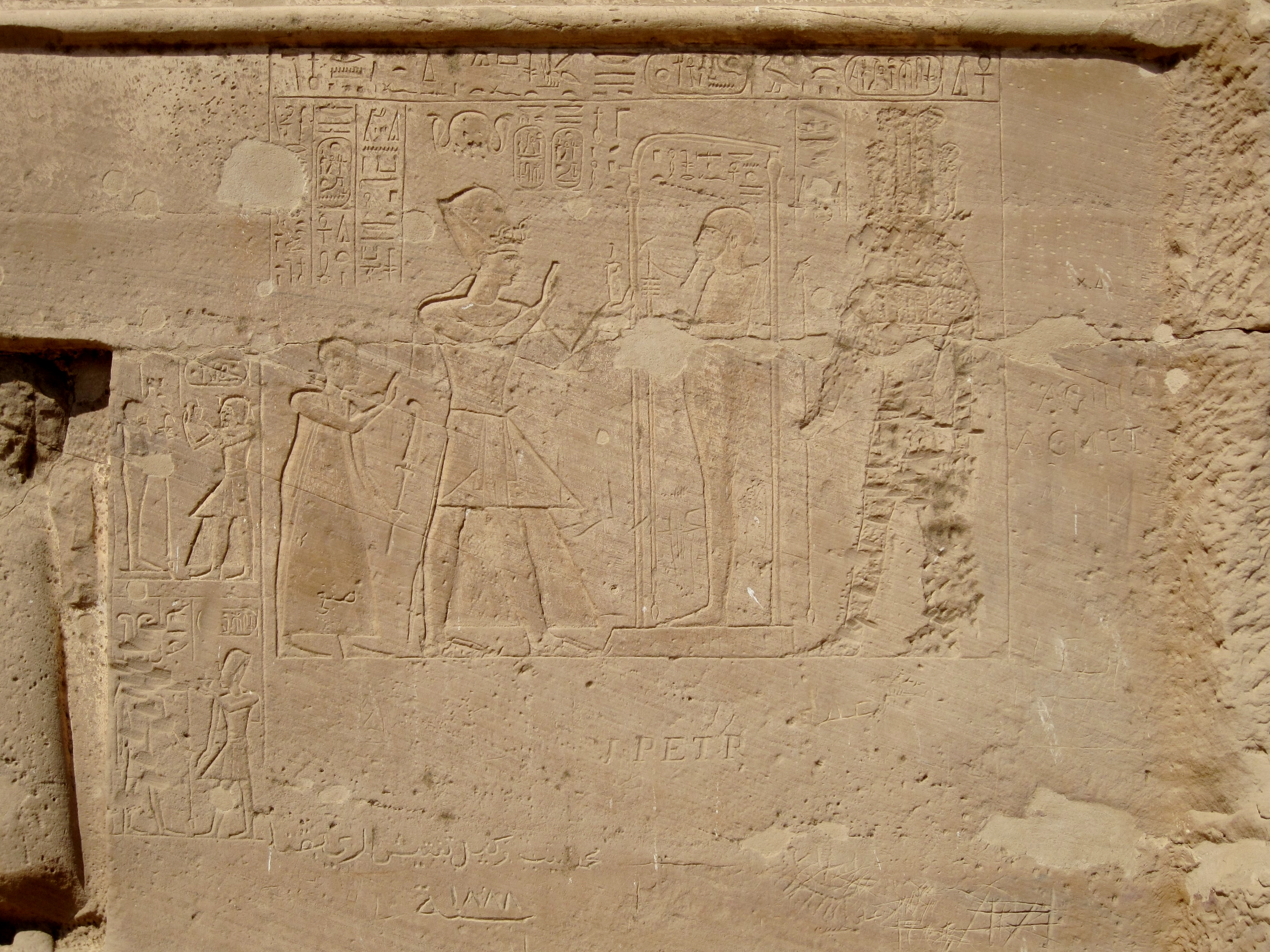
Darstellung Ramses’ II. und des Wesirs Neferrenpet vor den Göttern Ptah und Sobek

Rechts des nördlichen Tempelzugangs gibt es eine weitere Nische mit einer halbplastischen Figur in langem Gewand. Um wen es sich dabei handelt, ist unklar. Während die beiden übereinanderliegenden Register mit bildlichen Darstellungen links der Statuennische kaum noch erkennbar sind, opfert in den rechten Registern Ramses II. oben dem Gott Ptah und im unteren Register dem Gott Sobek. Neben den Registern befindet sich an der nördlichen Fassadenseite ein nachträglich angebrachtes Relief, das Ramses II. gefolgt von dem Wesir Neferrenpet zeigt, wie er den Göttern Ptah und Sobek eine kleine Figur der Göttin Maat darbringt. Die Gestalt des Sobek wurde später fast vollständig ausgemeißelt.
Die Reliefs auf der linken Seite der Tempelfassade sind wesentlich schlechter erhalten bzw. kaum noch erkennbar. Links der Nische mit der Sem-Priester-Darstellung des Prinzen Chaemwese steht eine Frau in langem Gewand, wohl eine Königin, mit einem Sistrum in der Hand vor der Göttin Maat. Über dem sich links anschließenden Tempelzugang opfert König Ramses III. die Maat vor Amun-Re, Mut, Chons und Sobek. Hinter ihm steht der Aufseher über die Schreiber der Pferde, Iny. Für die Statuennische zwischen den beiden südlichen Zugängen gibt es keinen schriftlichen Bezug. Gleiches gilt für die Szene über dem südlichsten Tempelzugang, die einen König, gefolgt von einer kleineren Person, vor mehreren, nicht mehr identifizierbaren Göttern zeigt. Am Südende der Fassade befand sich wohl ein großformatiges Relief, das einen König vor mehreren Göttern darstellte.

### Zugänge

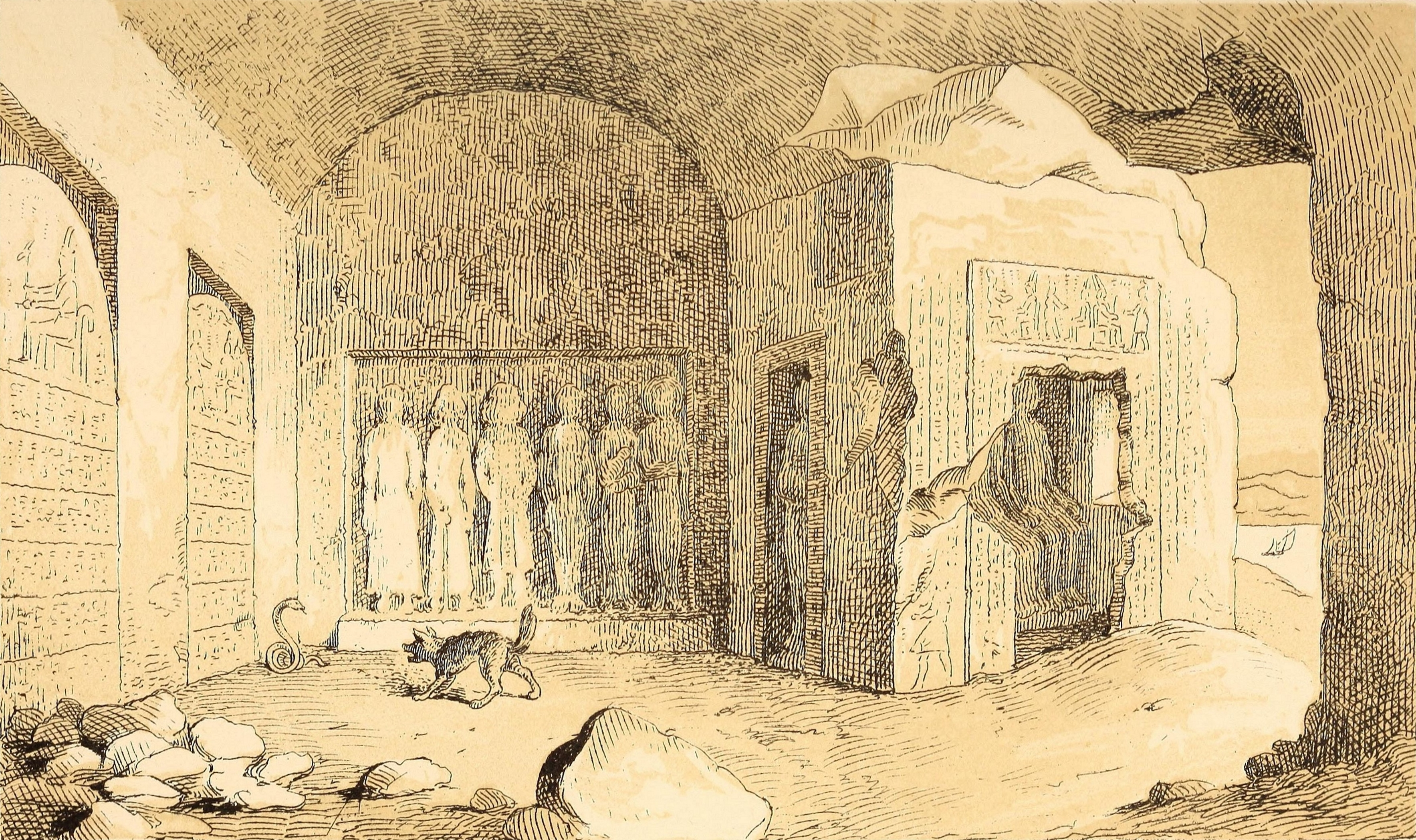
Nördlicher Zugang zur Vorhalle (Frederick W. Fairholt, 1862)

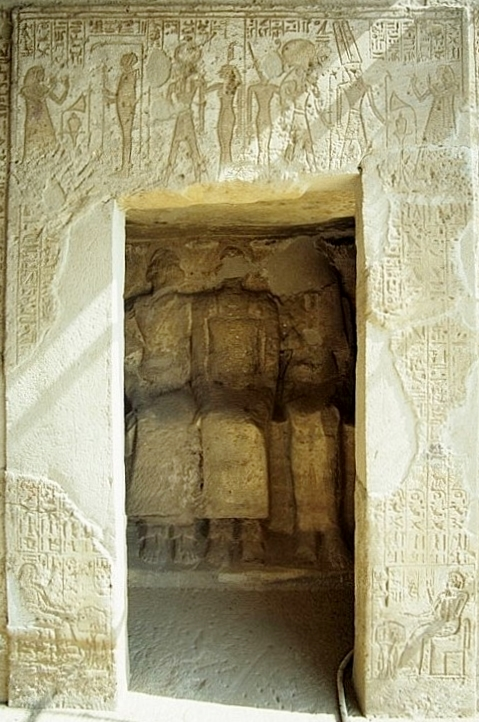
Kapelle des Wesirs Paser

Die fünf Zugänge in die Vor- oder Querhalle des Tempels sind mit verschiedenen Reliefs verziert. An Nord- und Südseite genügte die Breite der Durchgänge zur Anlage zweier kleiner Kapellen. Die nördliche Kapelle ist die des Wesirs Paser. Über dem Türsturz ist er in zwei Anbetungsszenen dargestellt, auf der linken Seite vor den Göttern Ptah, Thot und Maat, rechtsseitig vor den Göttern Amun-Re, Month-Re und Neith. Die Türeinfassungen beinhalten Opfertexte, unter denen Paser vor einem Opfertisch sitzt. Auf dem Pfeiler gegenüber der Kapelle opfert Ramses II. gemeinsam mit dem Königssohn Chaemwese die Maat vor dem in einem Schrein befindlichen Gott Ptah, hinter dem der Gott Nefertem steht. Ramses wird von seiner Großen königlichen Gemahlin Isisnofret und der Prinzessin Bintanat begleitet. Unter dem darunter befindlichen Text sind linksseitig die Prinzen Ramses, bezeichnet als ältester Königssohn, und Merenptah verewigt.

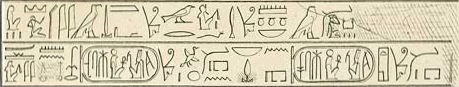
Inschrift des Huy
(Richard Lepsius, 1849)

Das Relief auf der anderen Seite des ersten Pfeilers im zweiten Zugang von Norden zeigt Ramses III. beim Opfern der Maat vor Amun-Re, Re-Harachte und Sobek. Darunter sind zwei königliche Schreiber dargestellt. An der gegenüberliegenden Seite des Zugangs befinden sich Stelenreste, die ober wahrscheinlich Merenptah erkennen lassen, der die Maat vor Amun-Re, Ptah und einer Göttin opfert. Die Reliefreste darunter stellen den König und vier Personen, u. a. einer Frau mit Sistrum, dar und beinhalten einen rechtsseitig teilweise zerstörten Text des Huy, dem Kammerherrn des „Re von Ramesses“ südlich von Memphis.

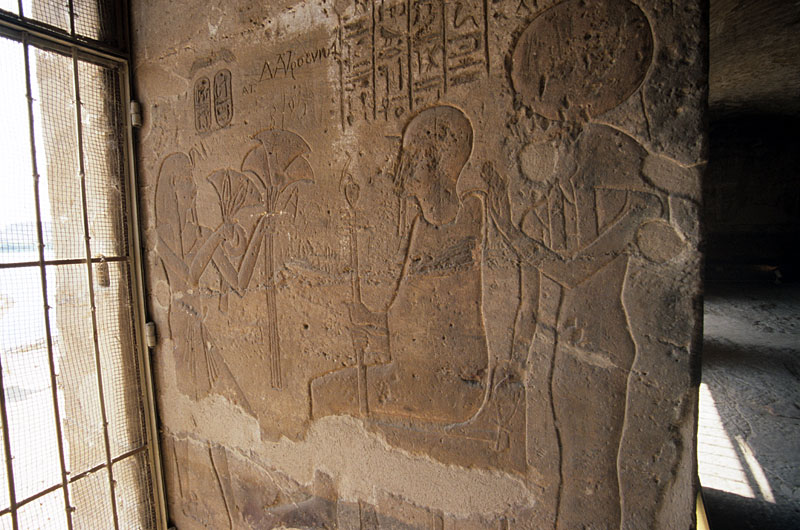
Ramses III. vor Ptah und Sachmet

Auf der Südseite des mittleren Zugangs zum Tempel ist Ramses III. abgebildet, der Blumensträuße den Göttern Ptah und Sachmet darbringt. Über der Szene wurde später, im Jahr 5 n. Chr., ein hieratischer Text angebracht. Am rechten, nördlichen Pfeiler opfert Ramses III. Speisen vor den Göttern Sobek und Hathor. Auch über diesem Relief befindet sich eine hieratische Inschrift. Im Zugang südlich des zentralen Tempeleingangs sieht man am nördlichen Pfeiler zwei Szenen der Verehrung der Götter Amun-Re bzw. Re durch Iu, den Aufseher der Schreiber der Pferde. Am südlichen Pfeiler befindet sich eine Stele, die König Sethos II. vor den Göttern Amun-Re, Mut und Chons zeigt. Richard Lepsius gibt an, dass die Stele aus dem Jahr 2 der Regierungszeit des Königs stammt und die Hieroglyphe für Seth in seinem Geburtsnamen später ausgeschlagen wurde.
Der Hauptteil des südlichen Tempelzugangs wird von der Kapelle des Wesirs Panehesi eingenommen. Ihr gegenüber an der nördlichen Pfeilerwand stehen auf einer Stele im oberen Register König Merenptah, seine Schwester und Königsgemahlin Isisnofret, Prinz Sethos-Merenptah und der Wedelträger, Vorsteher der Stadt, wahrscheinlich Panehesi, anbetend vor den Göttern Amun-Re und Ptah. Darunter sind Merenptah, zwei Wedelträger und der Wesir Panehesi anbetend vor den Göttern Re-Harachte und Maat dargestellt. Nach unten folgt ein mehrzeiliger Text über die Lieferung von Sandstein durch Panehesi an den Totentempel des Herrschers. In der Kapelle an der Südseite des Zugangs befinden sich an beiden Seitenwänden Szenen der Verehrung des Königs Merenptah durch Panehesi. Interessant ist eine Inschrift auf dem westlichen Türpfosten der Kapelle, die in drei senkrechten Kolumnen lobende und verehrende Worte des Wesirs Panehesi für seinen König Merenptah enthält.

### Vorhalle oder Galerie

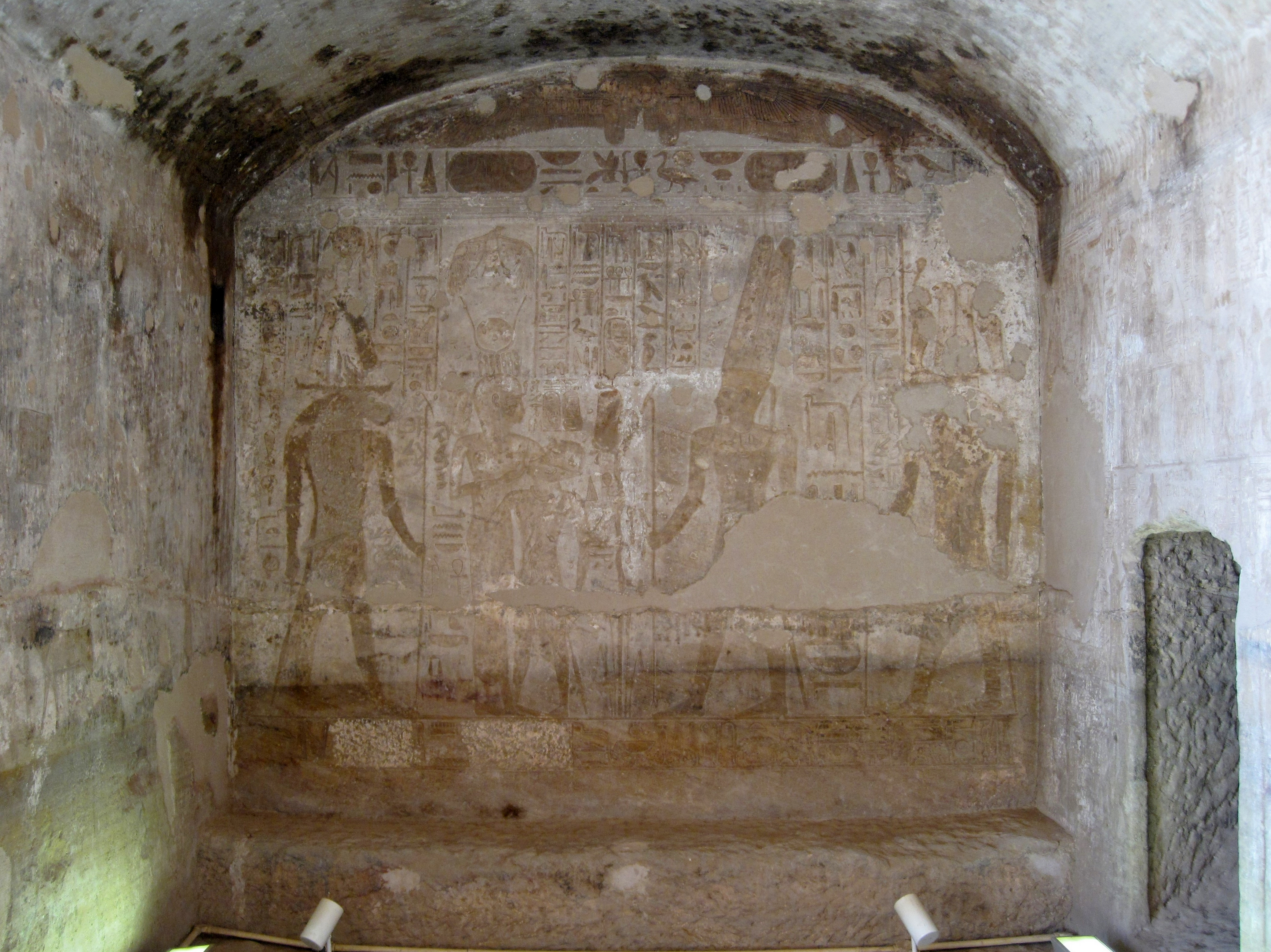
Südwand der Querhalle mit der Säugung des jungen Haremhab durch die Göttin Taweret sowie den Göttern Chnum, Amun-Re und Sobek

Die Vor- oder Querhalle des Tempels ist ein Raum mit einem Tonnengewölbe, wobei dieses aus dem Fels geschlagen wurde. Die Wände tragen Bildwerke und Inschriften, weshalb der von Nord nach Süd ausgerichtete längliche Raum auch als Galerie bezeichnet wird. Die Reliefs wurden zum Teil in späterer Zeit nach der Fertigstellung der Räume angebracht. Dabei zeigt die südliche Schmalseite der Halle eine Szene mit Haremhab, unter dessen Herrschaft der Tempel angelegt wurde. Sie zeigt, wie der junge König in vollem Ornat von der Nilpferdgöttin Taweret in Menschengestalt gesäugt wird. Hinter der Göttin steht der Schöpfer- und Fruchtbarkeitsgott Chnum. Auf der rechten Seite des Reliefs stehen hinter Haremhab der „König der Götter“, der Sonnen-, Wind- und Fruchtbarkeitsgott Amun-Re, und der Fruchtbarkeitsgott Sobek, als Herrscher über das Wasser mit Krokodilkopf dargestellt, der an der Wand jedoch zerstört ist.

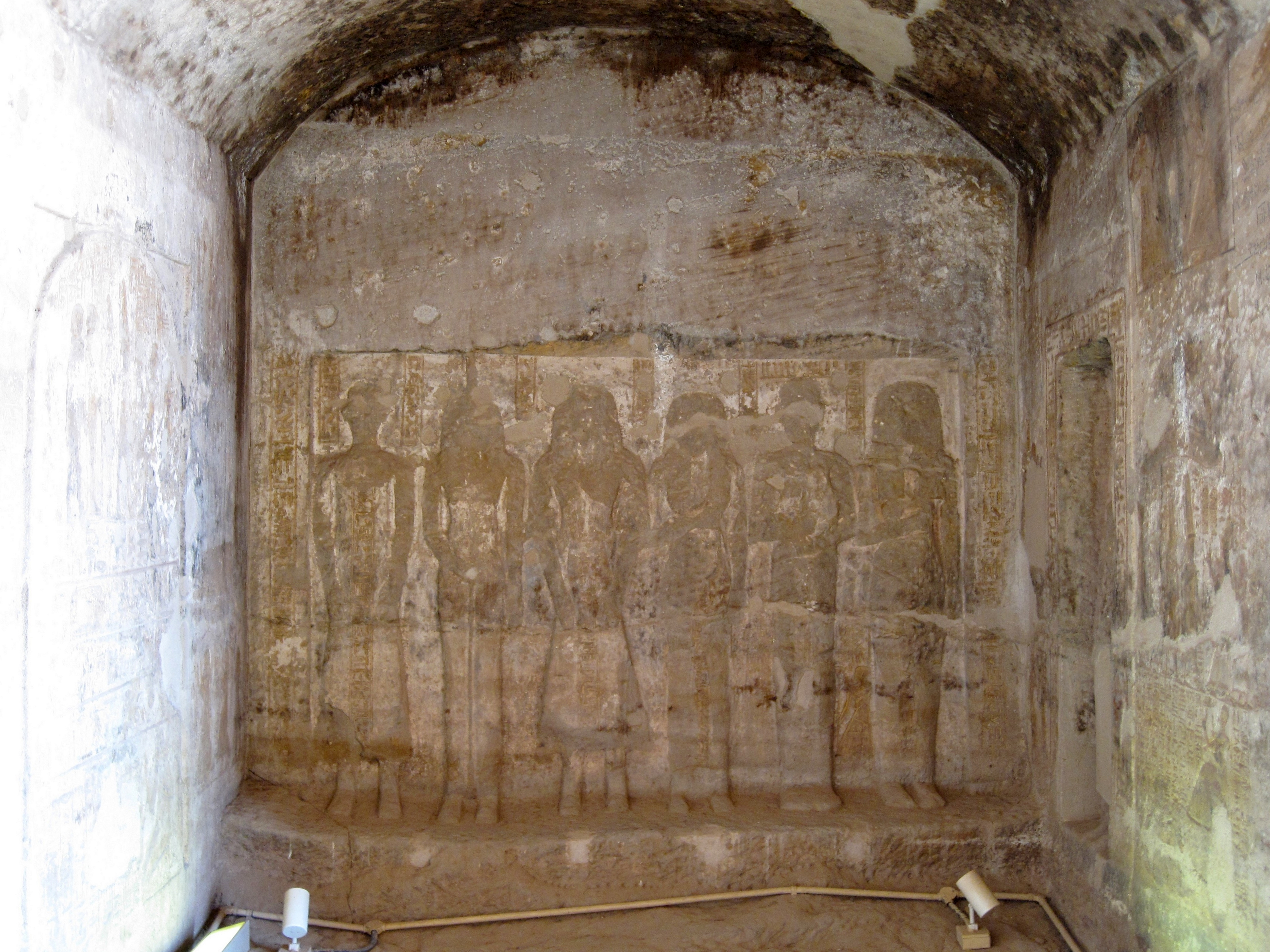
Nordwand der Querhalle mit Statuen des Wesirs Panehesi, der Göttin Maat, Amunnacht (Sängerin der Hathor), der Göttin Hathor, des Gottes Ptah und Ray (Sängerin des Re)

An der gegenüberliegenden nördlichen Schmalseite der Vorhalle sind sechs Figuren im Hochrelief aus der Wand herausgearbeitet. Sie befinden sich in einer Nische, die den unteren Teil der Wand einnimmt. Die Figuren zeigen von links den Wesir Panehesi, bekannt von der Kapelle im südlichen Zugang, die Göttin Maat, die Sängerin der Göttin Hathor Amunnacht, die Göttin Hathor selbst, den Gott Ptah und die Sängerin des Gottes Re Ray. Die Wandfläche über den Figuren ist frei von Reliefs. Rechts neben der Nische der nördlichen Schmalseite befindet sich an der Ostwand der Vorhalle eine Nische mit der halbplastischen Statue des Wesirs Chay aus der Zeit König Ramses’ II. Es folgen zwei Register mit der Darstellung der Verehrung Ramses’ II. durch einen königlichen Schreiber mit einem nebenstehenden hieratischen Text und darunter einer durch Panehesi angebrachten Stele. Sie zeigt unter der geflügelten Sonnenscheibe König Merenptah mit der Blauen Krone, der die Maat den Göttern Amun-Re, Month, Sobek-Re und Hathor opfert. Hinter Merenptah folgt der Wesir Panehesi in Amtstracht mit in Anbetung erhobenen Armen. Unter der Szene kniet der Vorsteher der Priester Amenwahsu mit erhobenen Armen innerhalb von zwölf senkrechten Schriftkolumnen einer Hymne an Amun-Re.

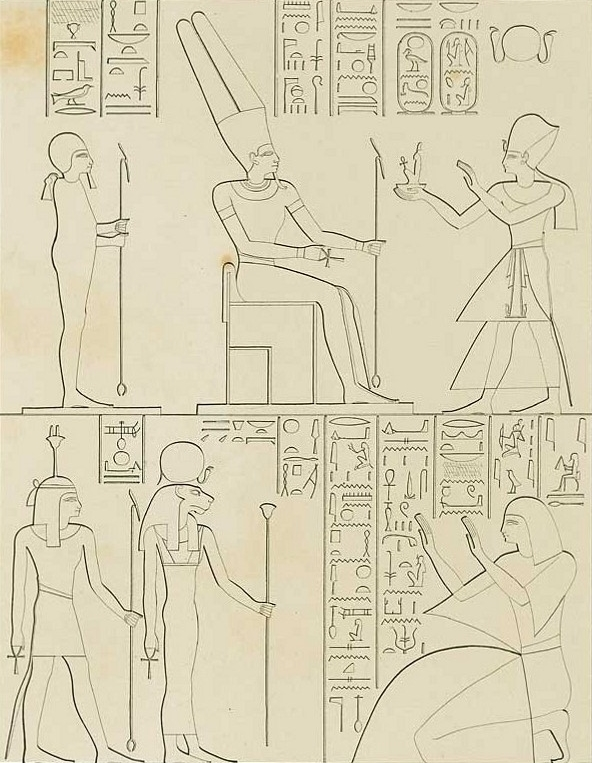
Innenrelief am nördlichen Pfeiler (R. Lepsius, 1849)

Die Ostwand der Vor- oder Querhalle bilden die Pfeiler der Zugänge zum Tempel. Die Innenseiten der Pfeiler sind mit verschiedenen Reliefs verziert. Am nördlichen Pfeiler gibt es zwei Bildregister. In der oberen Szene opfert König Siptah mit der Blauen Krone dem thronenden Gott Amun-Re und dem dahinter stehenden Gott Ptah die Maat. Das untere Register zeigt den königlichen Gesandten in allen Ländern und Befehlshaber der Truppe in Anbetungshaltung kniend vor den Göttern Sachmet und Nefertem. Unter den Bildregistern befindet sich ein Text mit der Erwähnung des 4. Sedfestes Ramses’ II. und der Darstellung Merenptahs, wohl als Prinz, gefolgt von Huy, dem Sohn des Chaemwese, in Anbetungshaltung vor dem Gott Amun-Re.

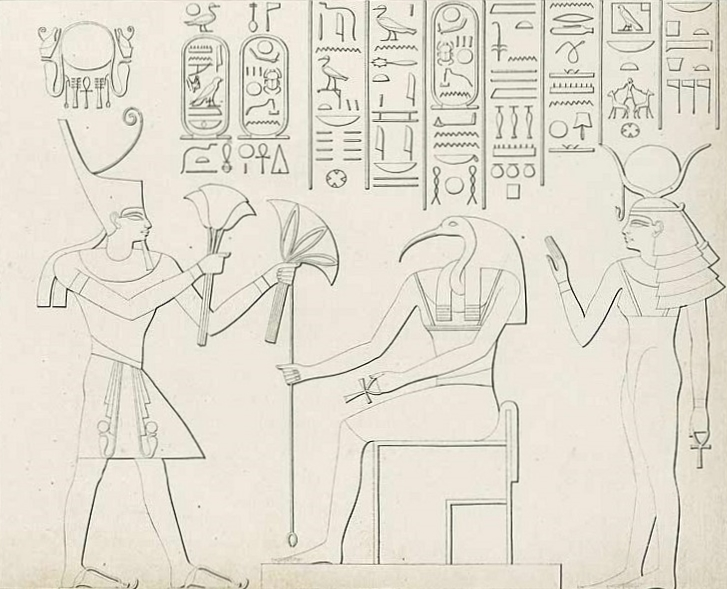
Haremhab vor den Göttern Thot und Hathor
(Richard Lepsius, 1849)

Die Innenseiten der zwei mittleren Pfeiler am zentralen Tempelzugang zeigen zwei ähnliche Szenen der Opferung von Papyrusstauden an verschiedene Gottheiten. Sie wurden bereits 1849 von Richard Lepsius im Rahmen der preußischen Expedition nach Ägypten durch Abzeichnungen dokumentiert. An der Vorhallenseite des nördlichen Pfeilers befindet sich dabei ein Relief, das König Haremhab mit zwei Papyrusstauden in den Händen stehend vor dem thronenden Gott Thot darstellt. Hinter Thot steht die Göttin Hathor mit erhobener rechter Hand, während sie in der linken das Anch-Symbol hält.

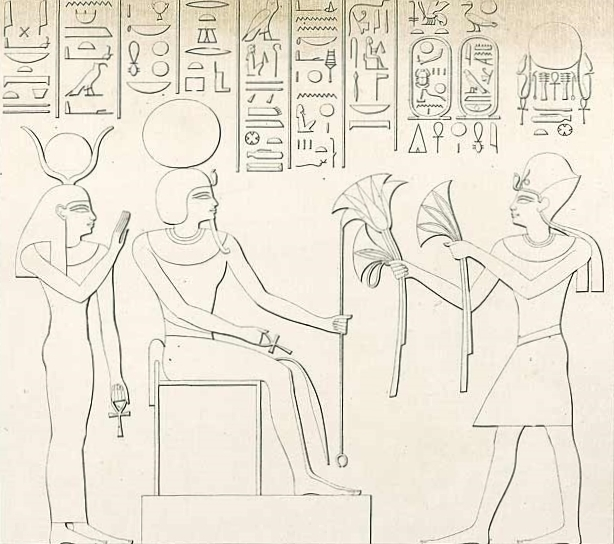
Haremhab vor den Göttern Schepsi und Nehemetawai
(Richard Lepsius, 1849)

Bei der gleichartigen Szene an der Vorhallenseite des südlichen Pfeilers am zentralen Zugang steht König Haremhab mit den beiden Papyrusstauden vor dem thronenden Gott Schepsi, dem lokalen Sonnengott von Chemenu (später Hermopolis Magna). Hinter Schepsi steht die Göttin Nehemetawai, die „Schützerin des Rechtes“, wie Hathor am anderen Pfeiler mit erhobener rechter Hand und dem Anch-Symbol in der herabhängenden Linken. In Chemenu war sie eng mit dem Sonnengott Schepsi verbunden, beide galten als Eltern des Mondgottes Thot. Weitere Reliefs am Südende der Ostwand sind kaum noch zu erkennen. Am südlichen Ende gibt es die Darstellungen einer Kuh mit voranstehender kleiner weiblicher Person mit erhobenem Arm, links oberhalb eine weitere weibliche Figur und Reste eines Tores oder Pylons und rechts der Kuh eine Nilpferdgöttin, wahrscheinlich Taweret.

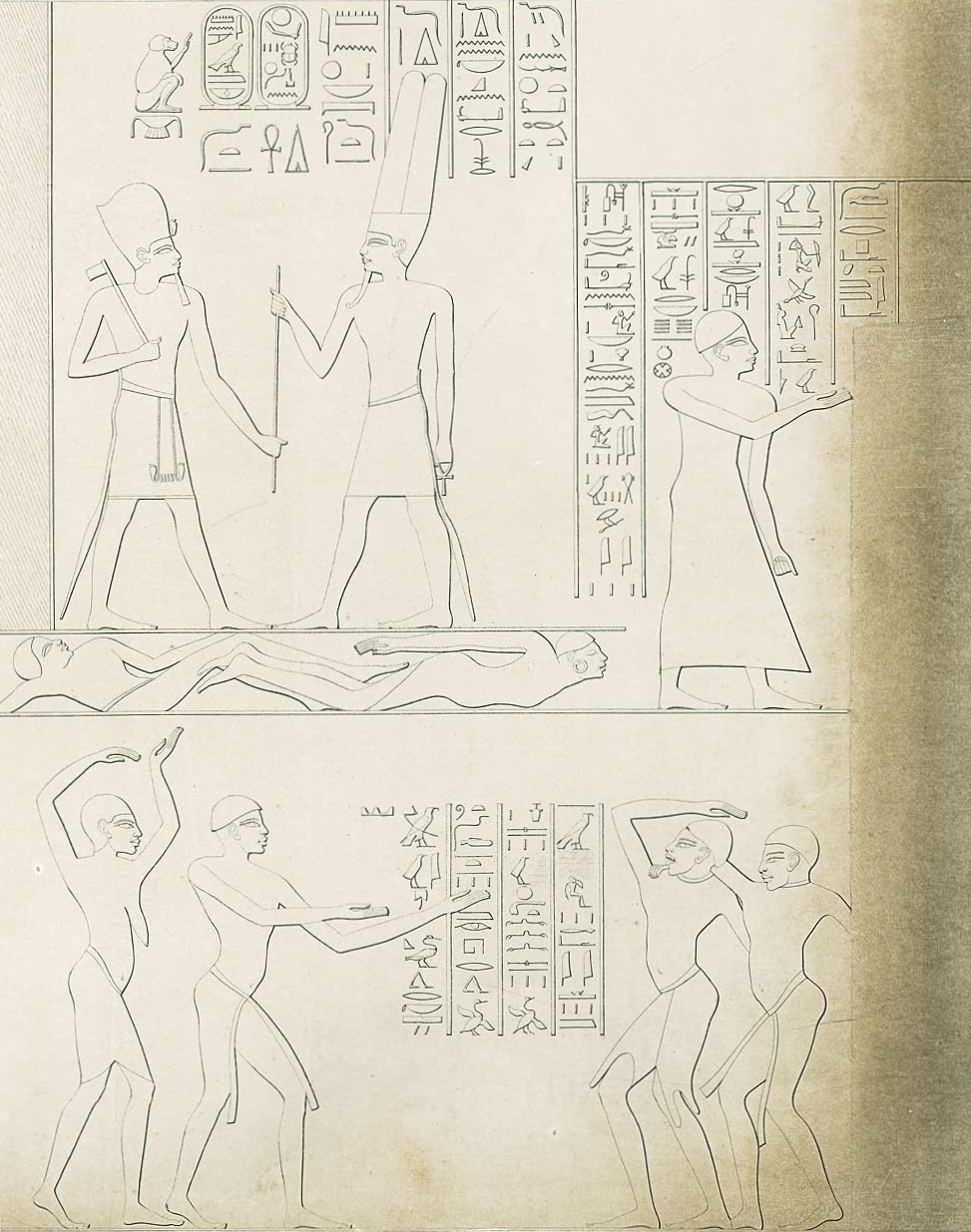
Untere südliche Seite der Westwand (R. Lepsius, 1849)

Die gegenüberliegende Westwand beginnt an der Südseite mit drei untereinander angeordneten Registern. Unterhalb des den oberen Abschluss der Wand bildenden Cheker-Frieses ist die als Hor-Behdeti bezeichnete Sonnenscheibe mit zwei Uräusschlangen abgebildet, unter der zwei Anch-Symbole, zwei Schen-Ringe und der Segenswunsch „Beschenkt mit Leben, Schutz und Herrschaft“ folgen. Die darunter befindliche doppelte Sedfest-Kapelle auf einem Korb wird beidseitig von zwei Falken eingerahmt, die ihre Schwingen schützend ausbreiten. Das anschließende zweite Register ist heute zerstört. Auf Richard Lepsius Abzeichnung von 1849 steht König Haremhab mit Blauer Krone und einer Axt in der rechten Hand vor Amun-Re. Unter ihnen liegen zwei gefallene Nubier. Rechts daneben beginnt eine Szene, die durch eine nachträglich ausgehauene Nische zerstört ist. Links der Nische steht der „Kommissar des Heeres“ Pahekacha (P3-ḥḳ3-ḫˁ) im Sprechgestus. Auch das untere Register ist durch die nachträglich ausgehauene und heute leere Nische zweigeteilt. Links der Nische warnt ein Nubier mit einer hinter ihm stehenden Frau zwei etwas kleiner dargestellte Nubier rechts von ihm: „Ihr [Kind]er, die ihr überheblich seid und vergessen habt, was euch gesagt wurde: Lasst nicht den Löwen herauskommen und nach Kusch kommen!“
Oberhalb der nachträglich ausgehauenen Nische bis weit nach rechts über diese hinaus ist eine Siegesprozession zu sehen. König Haremhab sitzt auf dem Thron einer Sänfte, die von zwölf mit Federn auf dem Kopf geschmückten Soldaten getragen wird. An der Seite Haremhabs steht auf dem Thron ein kleiner Löwe als Sinnbild des siegreichen Königs. Neben der Sänfte schreitet der „Wedelträger zur Rechten des Königs“ mit einem symbolischen Wedel und vor den die Thronsänfte tragenden Soldaten verbreitet ein Priester Weihrauch. Die Inschrift rechts oberhalb Haremhabs preist den König, mit Thron- und Eigennamen, als Sieger über „die Großen des elenden Kusch“ (deutsch auch Kasch). Vor der Sänfte sind sechs nubische Gefangene des Landes Kusch dargestellt. Dem schließt sich die „Rückkehrszene“ in drei Registern an, in der zwei Beamte, sechzehn Soldaten mit Schilden, Speeren, Stöcken und Trompeten sowie sechs Sklaven zu erkennen sind.

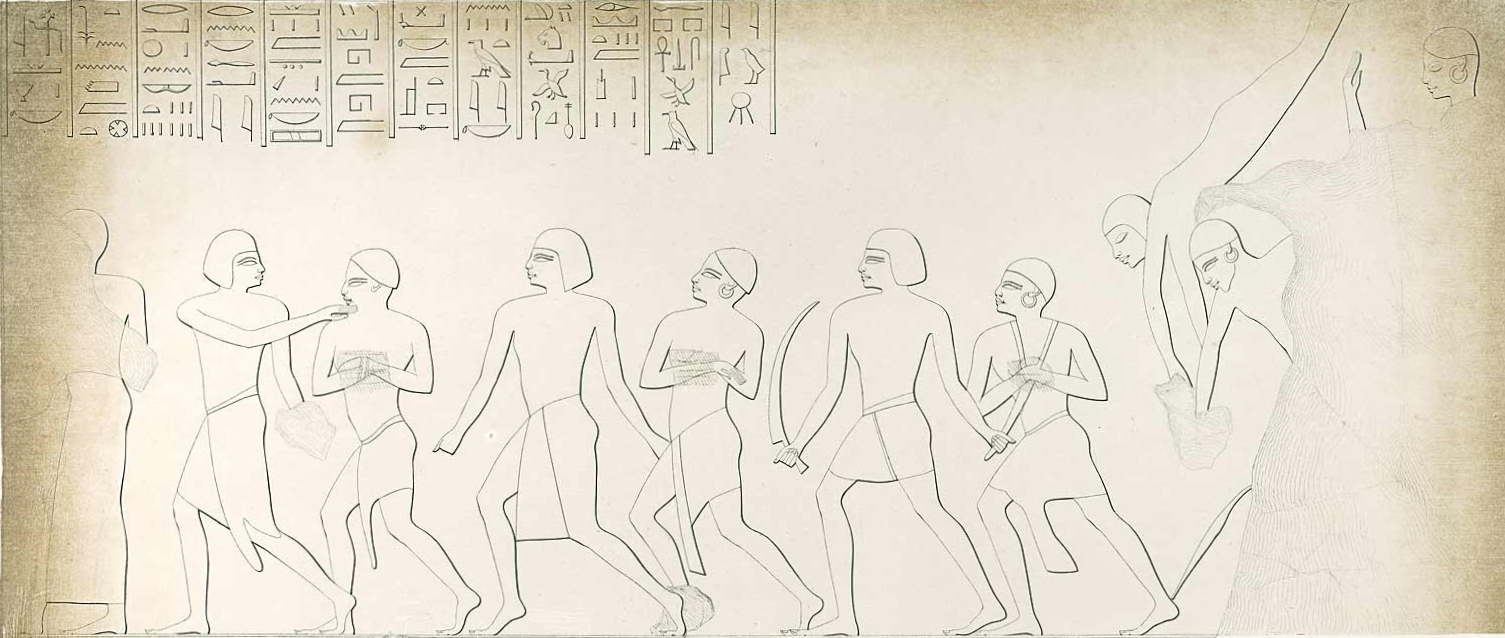
Vorführung nubischer Gefangener
(Richard Lepsius, 1849)

Unter der Siegesprozession Haremhabs setzen sich die beiden Register nach rechts fort, die durch die nachträglich eingeschlagene Nische getrennt wurden. Oben ist am linken Rand, rechts der Nische, eine Person in langem Gewand zu erkennen, die sich in Richtung des „Kommissar des Heeres“ Pahekacha wendet. Hinter ihr stehen drei ägyptische Soldaten mit je einem nubischen Gefangenen. Der Dritte der Soldaten trägt ein Sichelschwert. Rechts von dessen Gefangenem scheinen sich Kampfhandlungen anzuschließen, die jedoch größtenteils zerstört sind. Über den Soldaten mit ihren Gefangenen steht der Text: „Gruß dir, König von Ägypten, Sonne der Neunbogen! Dein Name ist groß im Lande Kusch und dein Ruf ist an ihren Orten. Deine Kraft, du guter Gott, macht die Fremdländer zu Leichenhaufen, o König, mein Licht!“ Das Register unter den drei Soldaten mit ihren nubischen Gefangenen ist fast vollständig zerstört. Die über die Hälfte erhaltene Person auf der linken Seite, rechts der Nische, scheint anzudeuten, dass hier gefangene Nubier dargestellt waren.

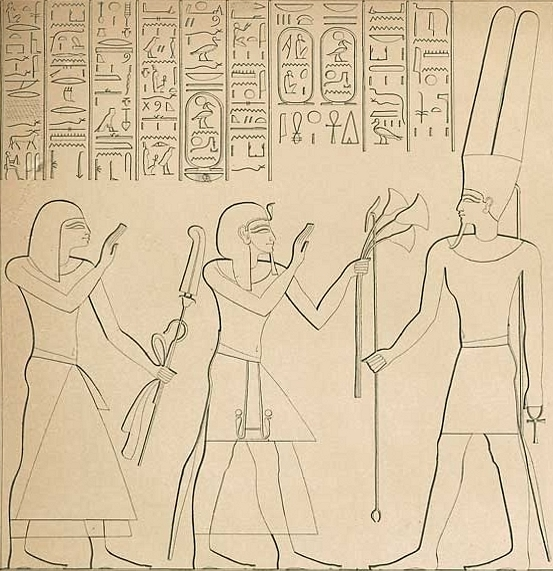
König Siptah vor Amun-Re
(Richard Lepsius, 1849)

Nach Norden folgt eine weitere Nische, in der sich eine größtenteils zerstörte, aus dem Fels gehauene Statue befindet. Möglicherweise handelt es sich um ein Abbild des Wesirs Chay. Im Rahmen um die Nische wird König Ramses II. genannt. Rechts folgen zwei Register mit Reliefs. Das obere zeigt König Siptah bei der Opferung von Papyrusstauden vor dem Gott Amun-Re. Hinter ihm steht Bay, der „Aufseher des großen Siegels des ganzen Landes“, mit einem Fächer, einem Tuch und einem Krummstab in der linken Hand. Im unteren Register ist König Haremhab auf einem Streitwagen dargestellt, wie er mit einem Bogen schießt.

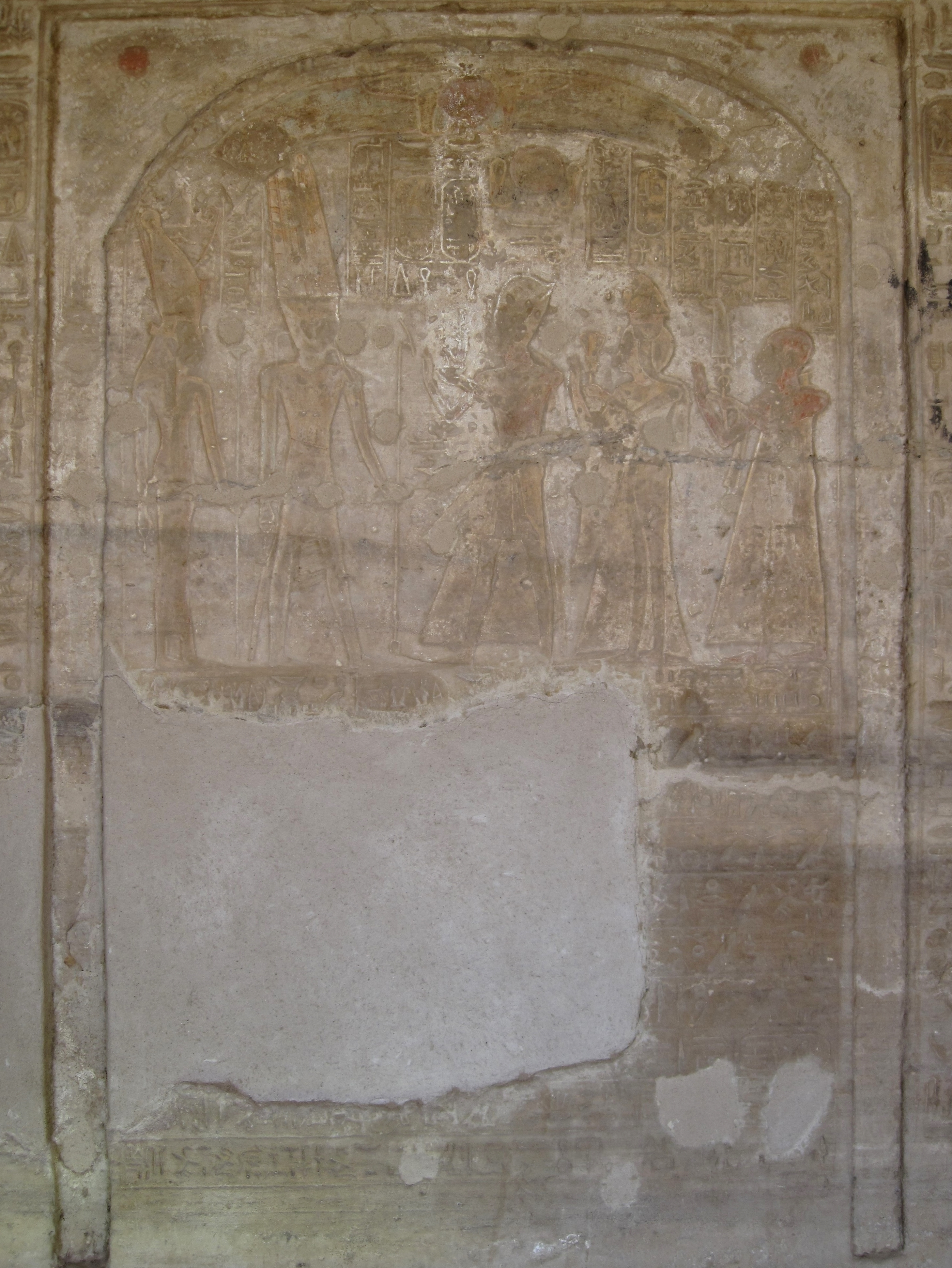
Stele des Merenptah

Richtung Tempelmitte folgt eine Wandstele, auf der König Merenptah eine Statue der Maat den Göttern Amun-Re und Mut opfert. Hinter Merenptah steht die Große Königliche Gemahlin Isisnofret mit einem Sistrum in der linken Hand. Ihr folgt der Wesir Panehesi mit einem Wedel, wie Isisnofret die rechte Hand im Anbetungsgestus erhoben. Der unter der Szene angeordnete Text ist zu großen Teilen zerstört. Die Hieroglyphen unter Isisnofret und Panehesi geben das Jahr 2, den 4. Monat semu, Tag 6 an. Rechts neben der Stele des Merenptah gibt es eine weitere mit einem Inschriftrahmen umgebene Nische. Sie zeigt das Hochrelief einer Person, bei der es sich wahrscheinlich um König Ramses II. handelt. Über einer sich anschließenden niedrigeren Nische, die heute leer ist, zeigt ein Relief Mahuhi, den Hohepriester des Amun von Karnak aus der Zeit Ramses II., in anbetender Haltung.

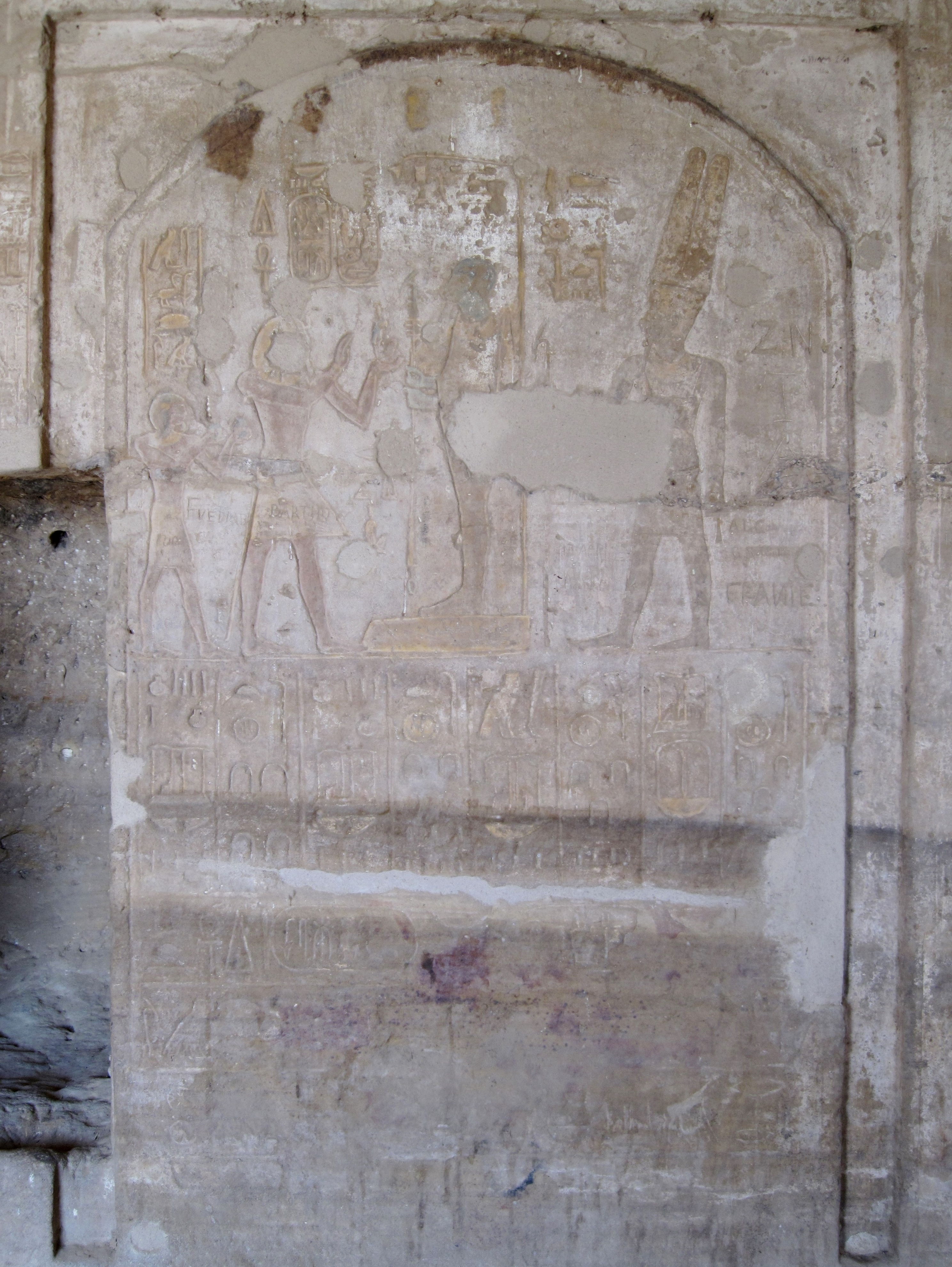
Stele Ramses’ II.

Die niedrige leere Nische im unteren Bereich der Westwand ragt in eine Wandstele vor dem zentralen Zugang ins Heiligtum des Tempels. Die Stele zeigt Ramses II. bei der Opferung der Maat vor Ptah und Amun-Re. Hinter dem König steht dessen Sohn Chaemwese. Der Text unter der Szene erwähnt die königlichen Sedfeste der Jahre 30, 34, 37 und 40. Nördlich der Stele folgt der Zugang zum Heiligtum im Westen des Tempels. Der äußere Rahmen des Zugangs weist eine Beschriftung für König Ramses II. auf.

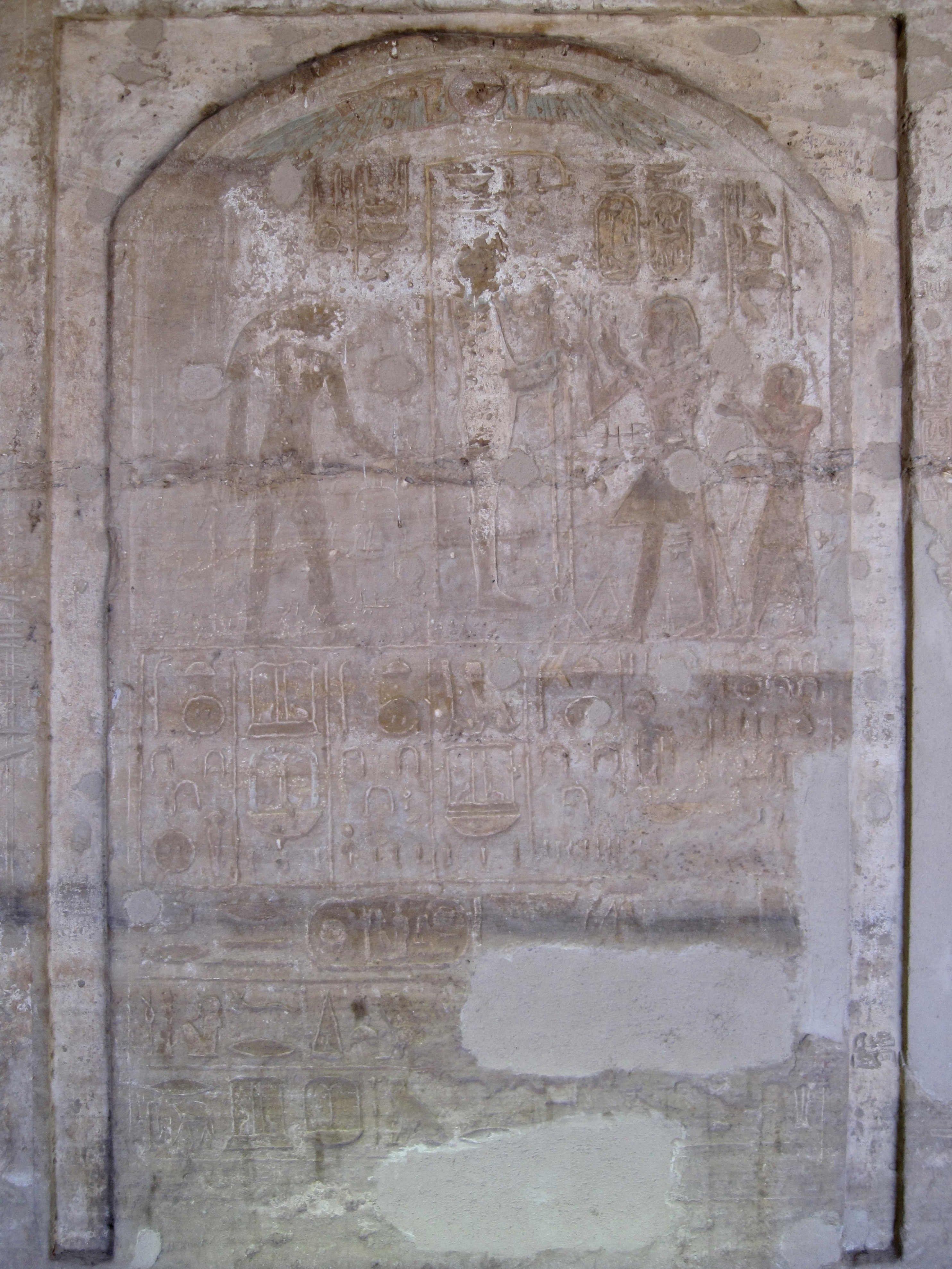
Stele Ramses’ II.

Die folgende Wandstele rechts des zentralen Zugangs zum Heiligtum bildet ein Gegenstück zur linksseitigen Stele. Oben opfert Ramses II. die kleine Figur der Maat den Göttern Ptah und Sobek. Auch in diesem Bildteil steht sein Sohn Chaemwese hinter dem König und der Text unter der Szene erwähnt die königlichen Sedfeste der Jahre 30, 34, 37 und 40. Teile des Textes im unteren rechten Bereich sind zerstört. Neben der Erwähnung von May, dem Leiter der Festspiele des Amun-Re zur Zeit König Merenptahs, rechts der Wandstele folgt eine weiter Nische. Sie zeigt Ramses II. im Hochrelief. Die Hieroglyphen um die Nische enden links mit dem Namen von Prinz Chaemwese. Die entsprechende Stelle an der rechten Seite ist zerstört.
Nördlich der genannten Nische zeigt ein Relief den sitzenden Prinzen Chaemwese. Er wird im Hieroglyphentext über ihm als Sohn der Großen Königlichen Gemahlin Isisnofret bezeichnet. Chaemwese sitzt vor einem Opfertisch. Über diesem ist eine Opferliste aufgeführt. Rechts der Liste sind in einem oberen Register ein Priester und eine hockende Person dargestellt. In den zwei Registern darunter bringen vier stehende und eine hockende Person die Gaben an Chaemwese dar.

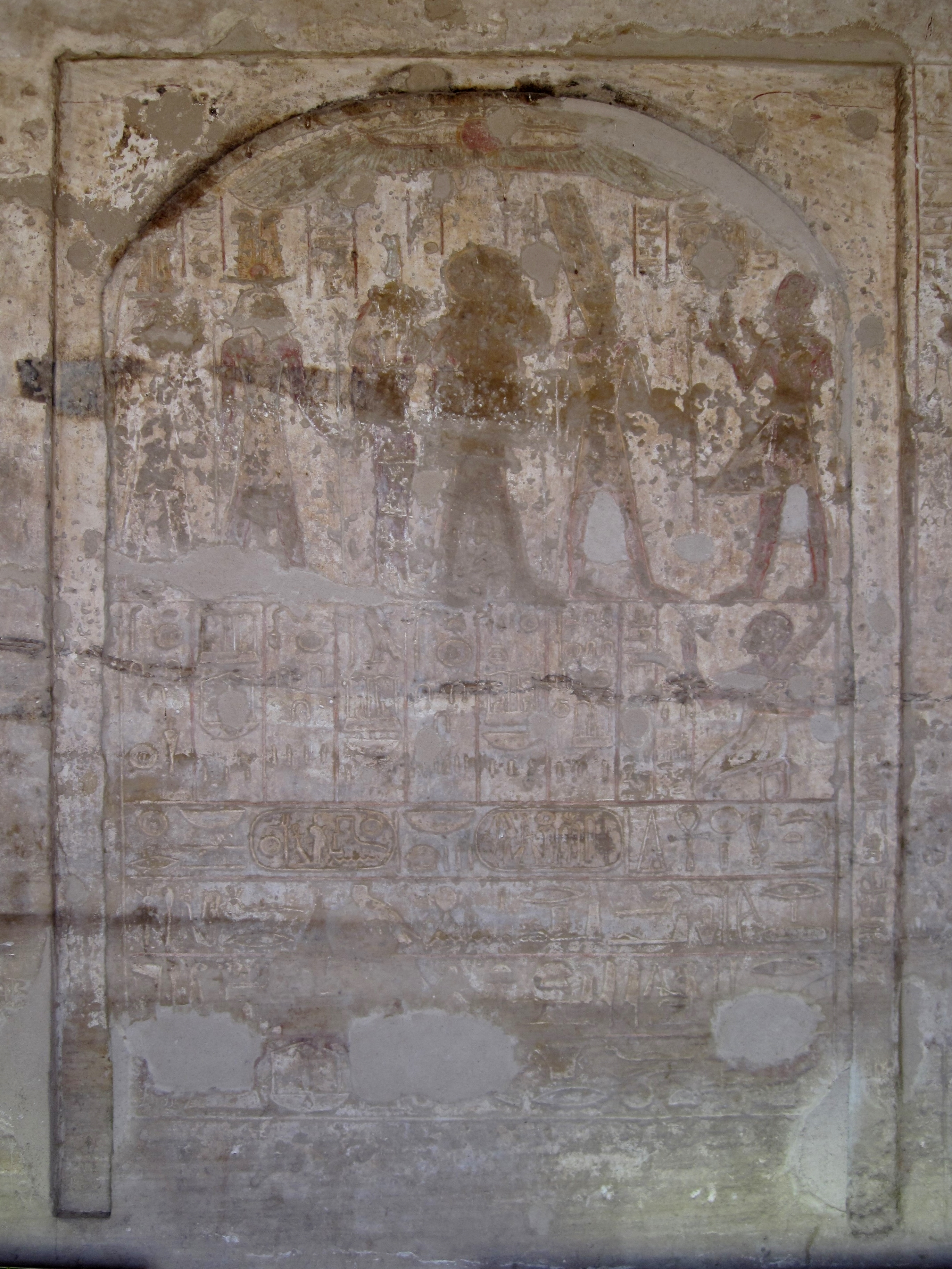
Stele Ramses’ II.

Rechts folgt eine weitere Wandstele mit der Darstellung von König Ramses II. bei der Opferung einer Statuette der Maat. Er steht vor den Göttern Amun-Re, Re-Harachte, Maat, Ptah-Tatenen und Sobek links neben ihm. Unter der Szene ist ein Text in sieben breiten und zwei schmalen senkrechten Kolumnen angeordnet, vor dem rechtsseitig der Wesir Chay in verehrender Haltung kniet. Nach unten folgen vier waagerechte Textzeilen mit der Erwähnung der ersten vier Sedfeste Ramses’ II. der Jahre 30, 34, 37 und 40 seiner Regentschaft. Die unteren beiden Zeilen weisen Schäden innerhalb des Textes an drei Stellen auf.

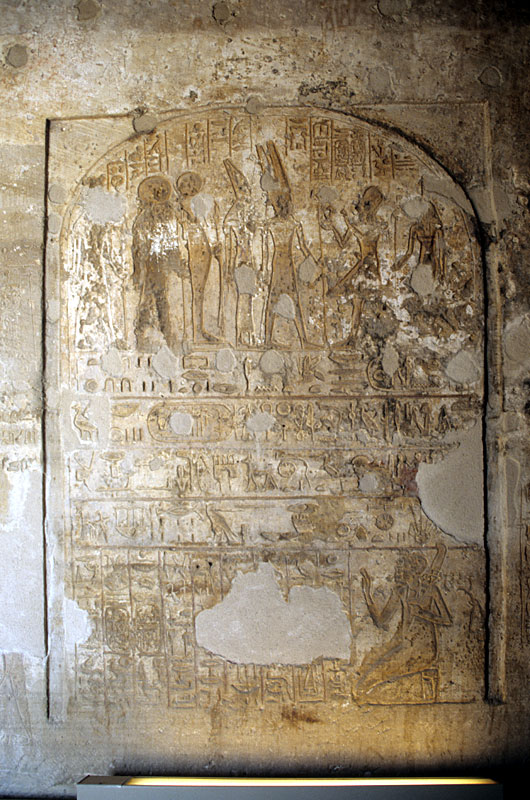
Stele Ramses’ II.

Nach rechts folgt eine Wandstele, in der König Ramses II. über ein Sedfest berichtet. Sie stammt aus dem Jahr 42 seiner Regierungszeit. Im Text wird der Wesir Chay genannt. Eine weitere Stele nördlich der letztgenannten zeigt Ramses II. bei der Opferung der Figur der Göttin Maat vor Amun-Re, Mut, Chons, Re-Harachte und Sobek-Re. Hinter dem König steht die Göttin Maat selbst. Der vor allem am rechten Rand beschädigte Text darunter stammt aus den Jahren 44, 45 oder 46 und enthält einen Bericht vom sechsten Sedfest Ramses’ II. Unter den vier Textzeilen folgen neun senkrechte Textkolumnen, ebenfalls teilweise beschädigt, neben denen rechts der kniende Wesir Chay einen Wedel in seiner linken Hand und seinen rechten Arm in Verehrung erhoben hält. Neben der Stele zum nördlichen Ende der Westwand gibt es fünf Textzeilen des Prinzen Chaemwese, unter denen drei Schreiber in Verehrungshaltung dargestellt sind.

### Heiligtum oder Sanktuar

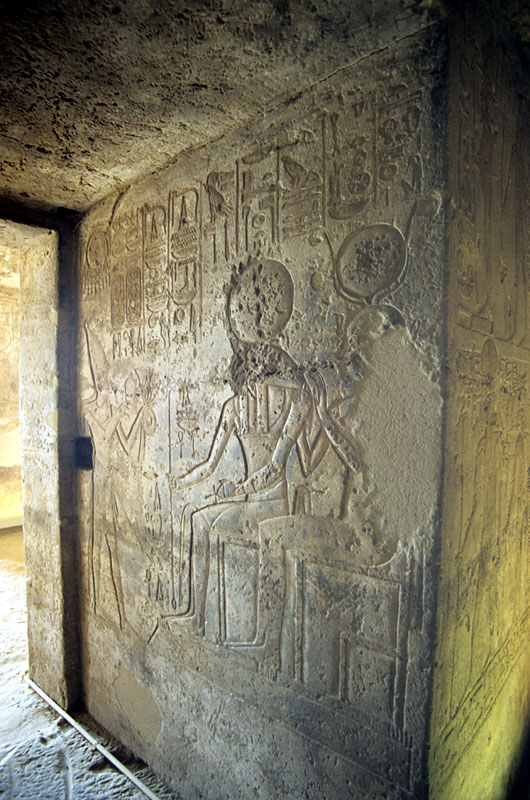
Eingang zum Heiligtum

Der Durchgang zum Heiligtum oder Sanktuar wird von zwei Szenen mit der Darstellung König Haremhabs flankiert. An der linken, südlichen Wand bringt der König den sitzenden Göttern Re-Harachte und Jusaas von Heliopolis eine Vase und einen Blumenstrauß dar. Rechts steht Haremhab vor Amun-Re und Mut. Auf der sich anschließenden Innenseite der Eingangswand des Heiligtums stehen in zwei Reliefregistern mehrere Götter. Südlich sind dies oben Osiris und Sopdu, unten Horus und Isis mit einem Skorpion auf dem Haupt. An der nördlichen Wandseite stehen oben Chnum, Satis und Anukis, unten der Horussohn Hapi und der Nilgott Hapi sowie zwischen ihnen eine Nilpferdgöttin auf einer Sa-Schleife, die von Thot und Amun gebunden wird.

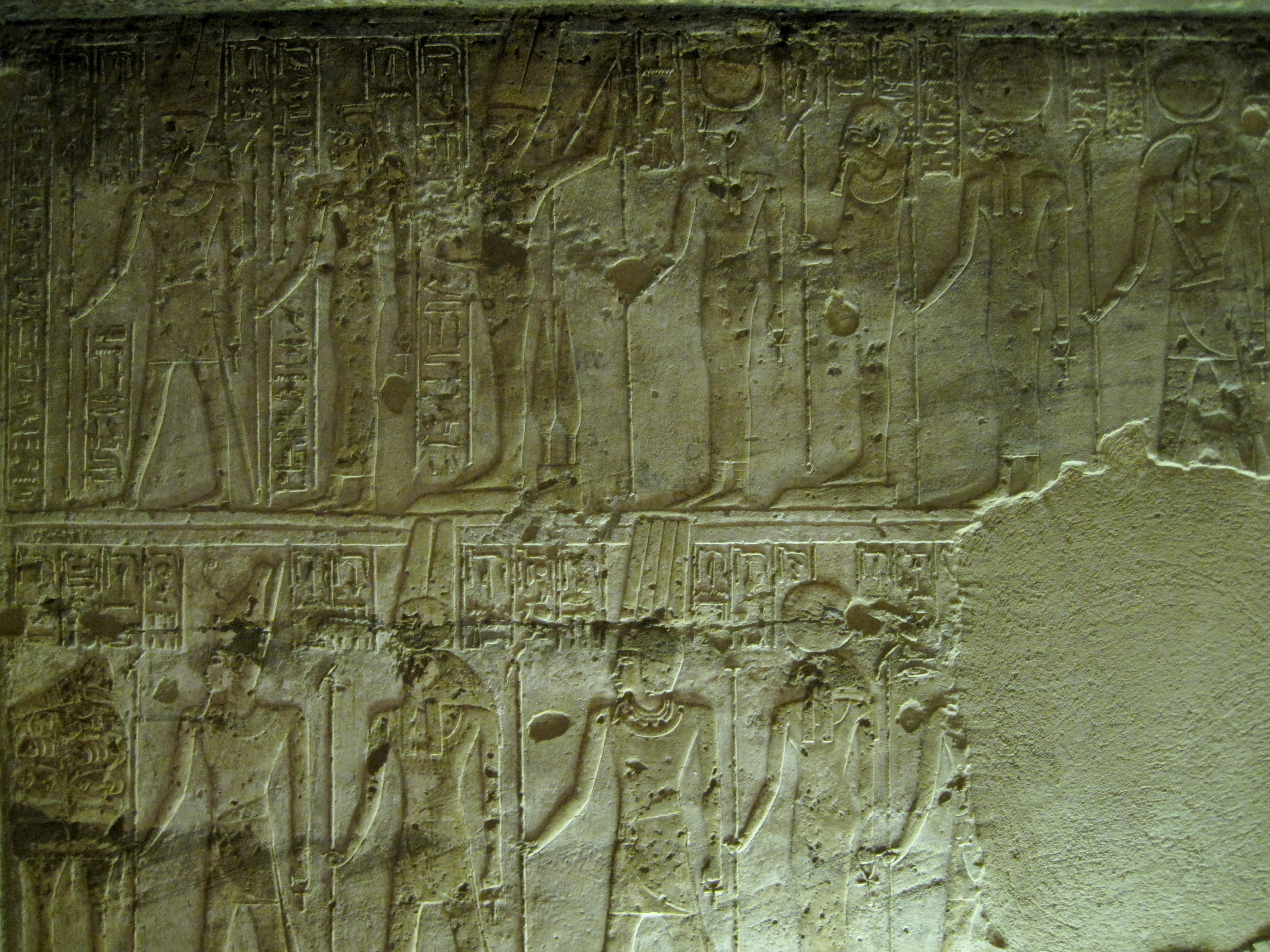
Nordwand des Heiligtums

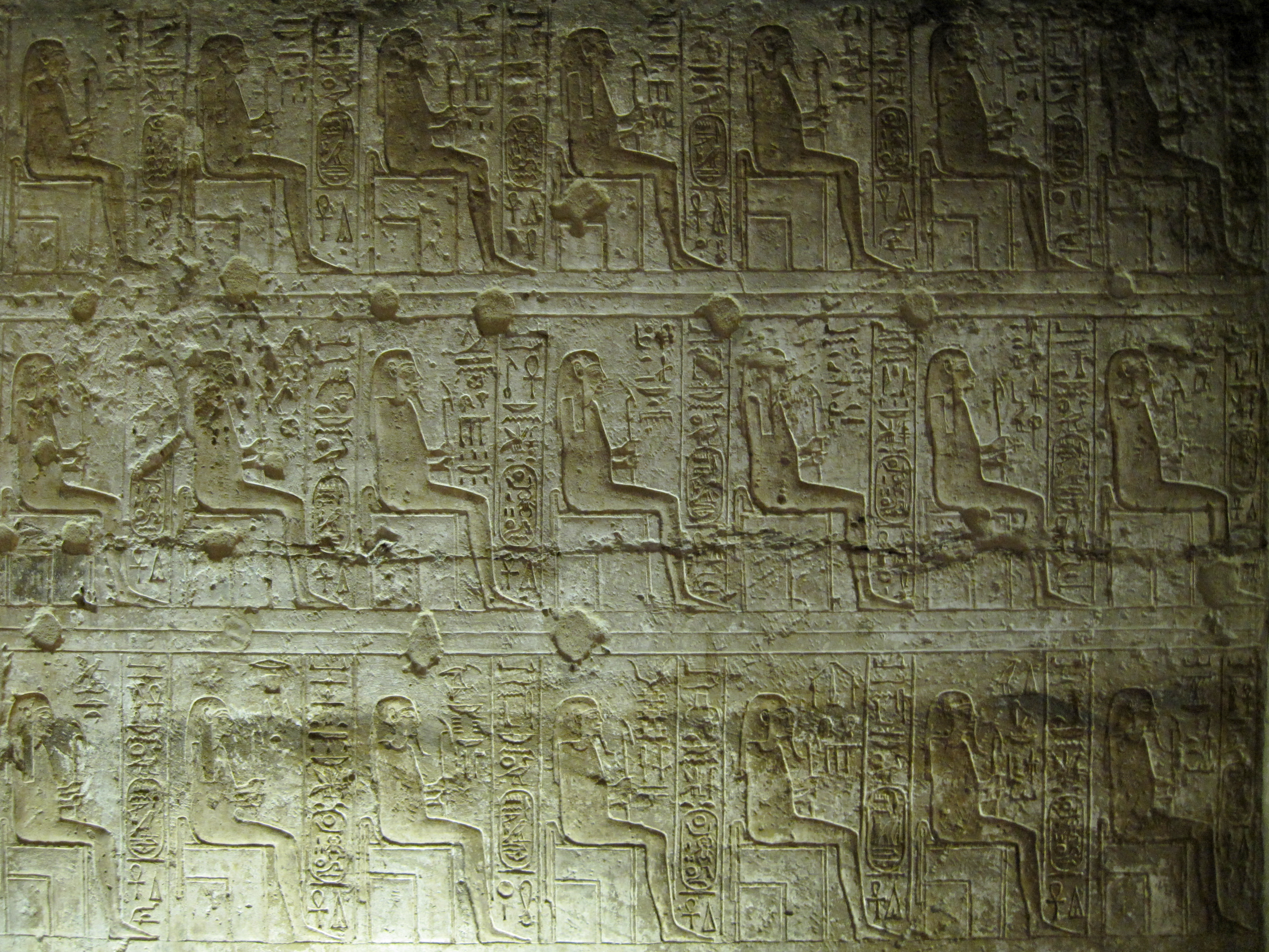
Südwand des Heiligtums

Die Reliefs der Seitenwände des Heiligtums zeigen verschiedene Götter in mehreren Reihen mit Blick auf die Westwand. An der Südwand links des Eingangs gibt es die Darstellung je zwölf sitzender Götter in drei Reihen. Unter ihnen befindet sich der Text eines „Aufsehers der großen Arbeiten seines Herrn“ und eine Reihe von Beamten im Verehrungsgestus vor Gottheiten. Die Nordwand rechts des Eingangs ist in zwei Reihen von zwölf stehenden Göttern aufgeteilt, an deren Basis Reste des Textes eines „Aufsehers der großen Arbeiten seines Herrn“ zu erkennen sind.
Die Westwand des Heiligtums ist 2,45 m hoch und 3,40 m breit. In ihr befindet sich eine rechteckige, 1,55 m hohe und 2,80 m breite Statuennische, deren Tiefe 0,32 m beträgt. Die aus dem Sandstein herausgearbeiteten sieben Statuen in der Nische sind heute fast vollständig zerstört. Erhalten blieben Inschriften um die und in der Statuennische sowie die Umrisse der Figuren, die sechs Götter und den König darstellten. Wahrscheinlich wurden die Skulpturen in frühchristlicher Zeit von Eremiten zerstört.

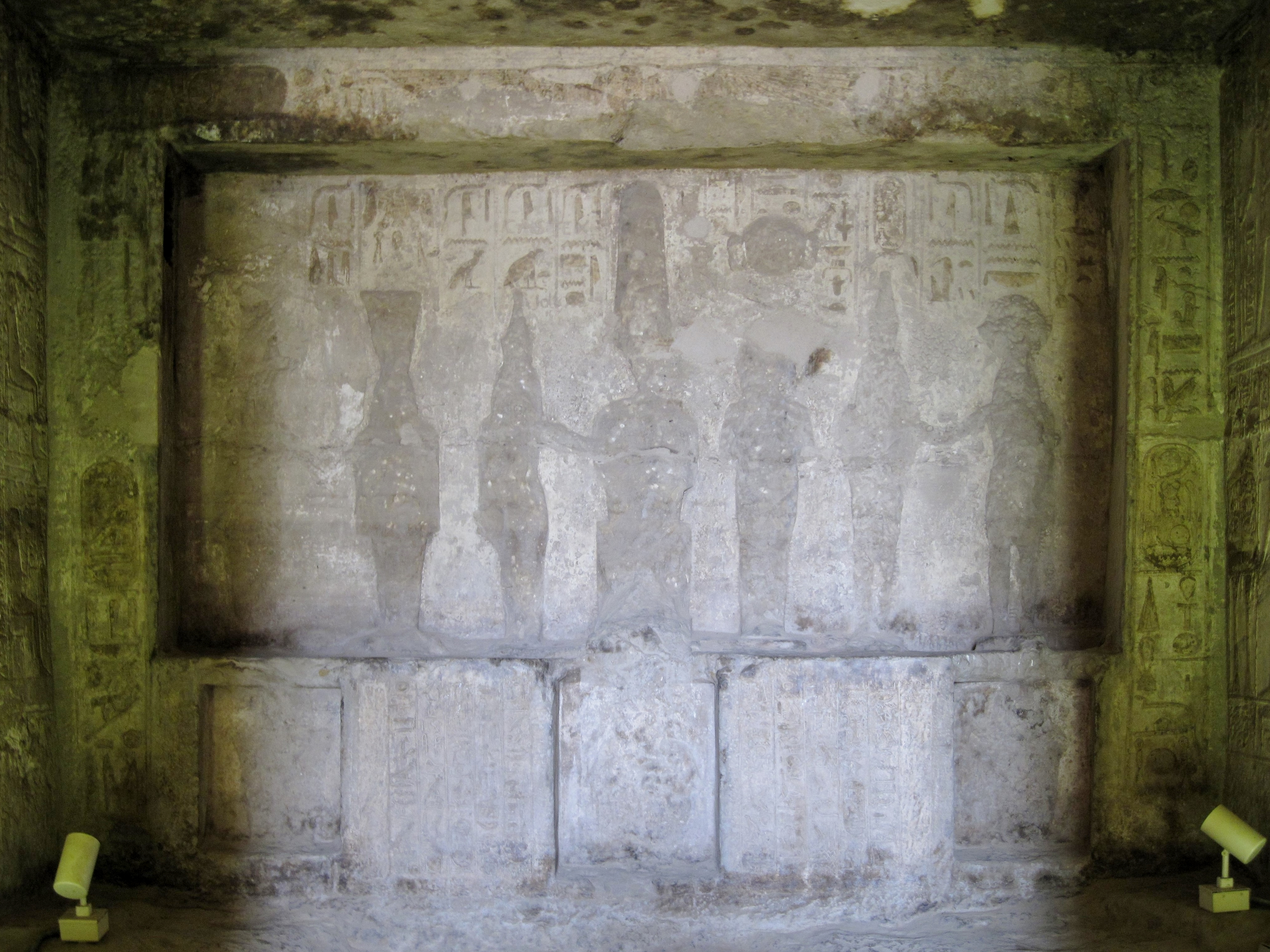
Statuennische der Westwand

In der Nische waren von links nach rechts die Götter Sobek, Taweret, Mut, Amun-Re, Chons, König Haremhab und der Gott Thot aufgereiht. Neben den Inschriften über ihnen sind sie, obwohl herausgeschlagen, teilweise an ihren Umrissen zu erkennen. Die zentrale Position nimmt der thronende Amun-Re ein. Die anderen Figuren zu seinen Seiten waren als Standbilder ausgearbeitet. Die Göttin Mut hatte ihren linken Arm um Amun-Re gelegt. Über ihrem Sohn, dem Mondgott Chons an der anderen Seite des Amun-Re, schwebt eine Sonnenscheibe mit zwei Uräen. Links neben Mut stand die Nilpferdgöttin Taweret, umarmt vom Krokodilgott Sobek, dem Hauptgott des Gebietes von Dschebel es-Silsileh. Rechts von Chons wurde König Haremhab von Thot ganz außen mit seinem rechten Arm umfasst. Die Nische umgibt oben und an den Seiten ein schmaler, etwa 30 cm breiter Wandsteg mit einer Inschrift des Königs.
In den etwa 0,60 cm hohen Sockel unter der Statuennische der Westwand sind drei kleine Nischen eingelassen, in denen sich halbplastische Figuren des Oberbaumeisters Maya (Mˁy3) befanden. Sie wurden, wie die Figuren der Götter und des Königs darüber, nachträglich herausgeschlagen. An den Umrissen ist zu erkennen, dass die beiden äußeren Figuren des Maya als Würfelhocker ausgebildet waren, während die mittlere Figur kniete, wahrscheinlich im Adorationsgestus. Die beiden Zwischenräume am Sockel neben den kleinen Nischen sind mit jeweils sechs Textkolumnen versehen. In dem Text bezeichnet sich Maya selbst als „Vorsteher der Arbeiten seines Herrn“, der ein Haus (Ḥw.t), den Tempel, für den König im Inneren von Silsileh errichtete, das beim Aufgehen des Re erstrahlt.